# Ärzteblatt Baden-Württemberg
Das Ärzteblatt Baden-Württemberg, gegründet 1946, ist das Amts- und Mitteilungsblatt der ärztlichen Körperschaften in Baden-Württemberg. Es wird herausgegeben von der Landesärztekammer Baden-Württemberg und der Kassenärztlichen Vereinigung Baden-Württemberg. Es erscheint im Alfons W. Gentner Verlag in Stuttgart. 
Das Ärzteblatt Baden-Württemberg wird monatlich an alle Ärztinnen und Ärzte in Baden-Württemberg verschickt und hat eine Auflage von über 60.000 Exemplaren.
Der Bezug des Ärzteblattes Baden-Württemberg ist im Mitgliederbeitrag der Kammer- und KV-Mitglieder enthalten. 
Die Hefte sind bis 2004 zurück online abrufbar.

## Geschichte
Das „Württembergische Ärzteblatt“, Heft 1, erschien im April 1946 im Ferdinand Enke Verlag Stuttgart. Mit der Überschrift „Zu neuem Beginn“ leitete Schriftleiter Franz Koebner hat Heft ein: „Bald, nachdem die ärztlichen Organisationen nach zwölfjähriger Zwingherrschaft aus der Betäubung des Zusammenbruches durch die militärischen Ereignisse dank der Initiative bewährter und standhafter Kollegen zu neuem Leben erwacht war, wurde dem Verlangen nach Wiederherstellung einer württembergischen ärztlichen Zeitschrift Ausdruck gegeben. Das wohlwollende Verständnis der zuständigen Stellen der Militärregierung und das Entgegenkommen des Verlages Ferdinand Enke in Stuttgart ermöglichte die Erfüllung dieses Wunsches, und von nun an soll unser ‚Württembergisches Ärzteblatt‘ zunächst monatlich die Verbindung zwischen den württembergischen Ärzten und den Organen ihrer Organisationen herstellen.“
Die erste Ausgabe des Ärzteblattes setzte das bisherige „Medizinische Korrespondenzblatt für Württemberg“ fort, das im Jahre 1830 gegründet worden und somit eine der ältesten medizinischen Zeitschriften Deutschlands war.